# Хрикін Святослав Євдокимович
Хрикін Святослав Євдокимович (22 жовтня 1939,  село Оглонга, Хабаровський край ౼ † 10 березня 2013, Чернігів, Україна) ౼ чернігівський поет, видавець, філософ.

## Біографія
Хрикін Святослав Євдокимович народився 22 жовтня 1939 року в селі Оглонги, Хабаровського краю.
В 1955 році переїжджає до Чернігова, закінчує школу, працює на будівництві каналу «Сіверський Донець-Донбас».
В 1959 році повертається в Чернігів, працює токарем на заводі «Жовтневий Молот».
З 60-х років починає публікуватися в обласних газетах, таких як «Деснянська Правда», «Комсомольський Гарт», (Чернигов), «Зеркальная Струя» (Харьков); у журналах «Радуга» (Київ), «Ковчег» (Житомир), у літературній газеті «Дзеркальний струмінь» (Харків).
З 1960 року — постійний учасник і свідок літературного життя Чернігова.
З 1971 року працює художником-оформлювачем.
З 1986 року вивчав, упорядковував і популяризував творчість російського поета Ігоря Юркова, який жив у Чернігові, помер 27-річним від туберкульозу у Боярці під Києвом у 1929 році.
У 2008 році вийшла друком його збірка вибраних поезій «Жертовний камінь» (Чернігів).
у 2009 році присуджено Міжнародна літературна премія «Круг родства» ім. Ріталія Заславського
Листопад 2012 року — публічно виступав на вечорі Петра Пиниці.
Брав активну участь у літературному житті Чернігова, виступав на публічних зібраннях, друкувався у місцевій пресі.
Помер від інсульту, 10 березня 2013 року в Чернігові.

## Професійні досягнення
В 2007 році — Святослав Хрикін видав антологію «Русская поэзия. Украина. ХХ век» у Києві.
Видавав самвидав «ЕСХА», в якому друкувалися місцеві поети.
У 2008 році вийшла друком його збірка вибраних поезій «Жертовний камінь» (Чернігів).
В 2009 році — опубліковано в Інтернеті антологію «Русские поэты Чернигова» (400 сторінок), яка включає в себе 59 авторів, від Юркова І. В. (1902–1929) до Кулаковської І. О.(1976 р.).
У 2015 рік — видана епістолярно-поетична книжка Святослава Хрикіна та Володимира Ільїна «Находка ЭСХА». Презинтація відбулася в музеї історії Лісковиці, у школі № 4.
2016 — Лауреат Премії ім. Миколи Гоголя «Тріумф» (посмертно) — за подвижницьку літературну діяльність.

## Літературний доробок
- Хрикін С. Є. «Русские поэты Чернигова». — Чернігів, 2009 [Архівовано 4 березня 2016 у Wayback Machine.]
- Хрикін С. Є. «Жертовний камінь». — Чернігів, 2008. [Архівовано 7 лютого 2020 у Wayback Machine.]
- Игорь Юрков, «Стихотворения и поэмы»//Упоряд. Хрикін С. Є.. — СПб: Издательство Пушкинского дома, 2012.
- Хрикін С.Є, В. Ільїн «Находка ЭСХА». — Чернігів, 2015.
- Вірші в періодичних виданнях

## Тематика поезії
- Повсякденне чудо
- Колискова
- Вогонь горобини
- Імена
- Сурья
- Астарта
- Мнемосина
- Аполлон
- Афродита
- Ікар
- Одіссей
- Овідій
- Плутарх
- Діоген Лаертський
- Іпатія
- Ду Фу
- Омар Хаям
- Данте Аліг'єрі
- Мікеланджело Буанаротті
- Пітер Брейгель Старший
- Джордано Бруно
- Стенька Разін
- Джонатан Свіфт і т. д.

## Улюблені цитати
|                       | Судьба ведёт того, кто идёт, и тащит того, кто упирается. |
| — Луций Анней Сенека. |                                                           |

|               | Во многой мудрости много печали, и умножающий знание умножает скорбь. |
| — Экклезиаст. |                                                                       |